# Abdoulaye Keita (général de brigade)
Pour les articles homonymes, voir Keïta.
Abdoulaye Keïta, né le 4 avril 1962 à Conakry en Guinée, est un militaire et homme politique guinéen. Il est général de brigade 2e section.

## Parcours professionnels

### CNT
Le 22 janvier 2022, il est nommé par décret conseiller du Conseil national de la transition en tant que représentant des forces de défense et de sécurité.
Lors de la sixième législature de la CEDEAO pour la période 2024-2028, il a été désigné par l'institution parlementaire guinéenne pour la représenter.
Au sein de la CEDEAO, il siège à la Commission des affaires politiques, de la paix et de la sécurité, ainsi qu’au Mécanisme africain d’évaluation par les pairs .